# S.T.A.L.K.E.R. (серія відеоігор)
S.T.A.L.K.E.R. — серія відеоігор, розроблена та випущена українською компанією GSC Game World. Створена в жанрі шутер від першої особи з елементами survival horror та рольової гри. Події гри відбуваються в наш час, в альтернативному світі на території України, в Чорнобильській зоні відчуження. Згідно сюжету серії, в 2006 році зона зазнала несподіваного аномального впливу (Викиду), в результаті якого фізичні, хімічні та біологічні процеси на даній території змінилися. З'явилося безліч аномалій, артефактів та мутантів. Сюжетна лінія будується навколо напівдокументальних експериментів, теорій змови і протиборства спецслужб. Слово «S.T.A.L.K.E.R.» (укр. С.Т.А.Л.К.Е.Р.) є акронімом — Scavengers, Trespassers, Adventurers, Loners, Killers, Explorers, Robbers (укр. Сміттярі, Правопорушники, Авантюристи, Одинаки, Вбивці, Дослідники, Грабіжники).

## Сетинґ
Події відбуваються в Зоні, альтернативній версії зони відчуження Чорнобильської АЕС. Після аварії, в Зоні відчуження було створено лабораторії, що дозволили вченим проводити експерименти з екстрасенсорними здатностями. Їх експерименти призвели до другої катастрофи, що викликала фізичні та метеорологічні явища по всій Зоні, а також мутації флори та фауни. Зона всіяна аномаліями — незбагненними явищами, які не вкладаються в межі фізики, а іноді й здорового глузду (вогненні стовпи, розсипи блискавок, вихори, що розривають, все що в них потрапить).
Аномалії породжують «артефакти» — предмети з особливими властивостями, такими як антигравітація або поглинання радіоактивності. Люди, відомі як сталкери, проникають на територію Зони в пошуках таких предметів для власного збагачення. Не дивлячись на те, що велика кількість сталкерів працює самостійно, Зону населяють різноманітні фракції, кожна зі своєю філософією та метою. Фракція «Долг» вважає, що Зона є найбільшою загрозою людству та понад усе прагне її знищити. На противагу, фракція «Воля» вважає, що Зона має бути доступна кожному.
Збройними Силами України було створено оточення навколо Зони, спрямоване на попередження несанкціонованого проникнення. Крім того, підрозділи українського спецназу регулярно проводять у межах Зони спеціальні операції, такі як точкові удари по сталкерам або забезпечення безпеки певних об'єктів. Серед ворожих створінь Зони, найнебезпечніші — люди та мутанти, багато з яких володіють агресивними псіонічними здібностями.
У кожного з протагоністів ігор своя мета, що не завжди збігається з іншими фракціями. Та їм доведеться допомагати один одному. Традиційно, головне завдання кожної гри — досягти центру Зони, та наперепоні стають різноманітні загрози та небезпеки, створені нею ж.

## Сюжет

### S.T.A.L.K.E.R.: Тінь Чорнобиля (2007)
Перша гра серії. Гравець бере на себе роль сталкера Міченого, що страждає на амнезію, якому доручено вбити іншого сталкера — Стрільця. Перемагаючи ворогів та допомагаючи іншим сталкерам, протагоніст знаходить підказки розгадки таємниць свого минулого та справжньої особистості. В «S.T.A.L.K.E.R.: Тінь Чорнобиля» є 7 кінцівок. Вони залежать від різних факторів: зароблених грошей, підтримки певних фракцій, відновлення пам'яті героя.

### S.T.A.L.K.E.R.: Чисте небо (2008)
Друга гра серії, приквел оригінальної гри «S.T.A.L.K.E.R.: Тінь Чорнобиля». Гравець приймає роль Шраму — найманця-ветерана. Під час супроводу вчених у Зоні, його накриває викид. Та найманця рятує угруповання Чисте Небо, що досліджує природу Зони та намагається її зрозуміти. В процесі гри, гравцеві доведеться приймати різні сторони протистояння в Зоні, щоб допомогти Чистому Небу досягти їх мети.

### S.T.A.L.K.E.R.: Поклик Прип'яті (2009)
Третя гра серії, події якої відбуваються незабаром після подій «S.T.A.L.K.E.R.: Тінь Чорнобиля». Дізнавшись, що шлях до центру Зони відкрито, уряд вирішує взяти його під свій контроль за допомогою операції «Фарватер», під час якої вони планують дослідити території перед відправкою основних збройних сил. Та не дивлячись на ретельні приготування, операція провалюється, а гвинтокрили зазнають аварії. Для виявлення причин аварії Служба безпеки України відправляє в Зону колишнього сталкера, майора Олександра Дегтярьова.

### S.T.A.L.K.E.R. 2: Серце Чорнобиля (2024)
У серпні 2010 року відбувся анонс S.T.A.L.K.E.R. 2, реліз було заплановано на 2012 рік. Сергій Григорович, генеральний директор GSC Game World зазначив, що в грі використовується цілковито новий мультиплатформний рушій, створений самою GSC. 23 грудня 2011 року GSC Game World оголосили про продовження розробки S.T.A.L.K.E.R. 2, не дивлячись на раніше заявлену відміну. Але 25 квітня 2012 року, за повідомленнями GSC Game World у Twitter, S.T.A.L.K.E.R. 2 було знов відмінено.
15 травня 2018 року про розробку нового S.T.A.L.K.E.R. 2 було оголошено на сторінці «Козаки 3» у Facebook. Повідомлення відсилало на сайт, що показував текст «S.T.A.L.K.E.R. 2 — 2.0.2.1.», який, судячи з усього, посилався на запланований рік випуску — 2021. У травні 2018 року автор Steam Spy Сергій Гальонкін написав у Twitter, що GSC Game World створюватиме S.T.A.L.K.E.R. 2 використовуючи Unreal Engine 4. Було висунуто припущення, що гра все ще знаходиться на стадії розробки та була анонсована незадовго до Е3 2018 у пошуках видавця.
23 березня 2020 року GSC Game World опублікувала знімок екрану з створюваною грою, пообіцявши поділитися новою інформацією щодо процесу розробки найближчими місяцями. 23 червня 2020 року було оголошено, що гра вийде у 2021 році для Microsoft Windows та Xbox Series X/S, і вперше, з усієї серії, для консолей. 30 грудня 2020 року було анонсовано тизер на рушії гри.
13 червня 2021 року була підтверджена дата випуску — 28 квітня 2022 року, в трейлері ігрового процесу на прес-конференції Microsoft/Bethesda в рамках Е3 2021. Також стало відомо, що гра увійде в Xbox Game Pass. Реліз гри був тричі перенесений, спочатку на кінець 2022 року, а згодом на 2023 та 2024.
Реліз гри відбувся 20 листопада 2024, ексклюзивно на консолях нового покоління від Microsoft Xbox Series X/S, а також Windows.
20 листопада 2024 року українські провайдери повідомили про зниження швидкості домашнього інтернету через те, що українці масово завантажували S.T.A.L.K.E.R. 2

## Ігри

### Основна серія
| Рік  | Назва                               | Платформа(-и)                                                                          | Рушій           |
| ---- | ----------------------------------- | -------------------------------------------------------------------------------------- | --------------- |
| 2007 | «S.T.A.L.K.E.R.: Тінь Чорнобиля»    | Microsoft Windows PlayStation 4 PlayStation 5 Xbox One Xbox Series X/S Nintendo Switch | X-Ray 1.0       |
| 2008 | «S.T.A.L.K.E.R.: Чисте небо»        | Microsoft Windows PlayStation 4 PlayStation 5 Xbox One Xbox Series X/S Nintendo Switch | X-Ray 1.5       |
| 2009 | «S.T.A.L.K.E.R.: Поклик Прип'яті»   | Microsoft Windows PlayStation 4 PlayStation 5 Xbox One Xbox Series X/S Nintendo Switch | X-Ray 1.6       |
| 2024 | «S.T.A.L.K.E.R. 2: Серце Чорнобиля» | Microsoft Windows Xbox Series X/S                                                      | Unreal Engine 5 |

### Спін-офи
| Рік  | Назва                 | Платформа(-и)               | Рушій                     |
| ---- | --------------------- | --------------------------- | ------------------------- |
| 2007 | S.T.A.L.K.E.R. Mobile | Мобільні телефони (Java ME) | мобільний 3D-рушій Qplaze |

### Скасовані ігри
| Назва                  | Дата скасування | Платформа(-и)        | Рушій                           |
| ---------------------- | --------------- | -------------------- | ------------------------------- |
| S.T.A.L.K.E.R. для PSP | весна 2007      | PlayStation Portable | X-Ray                           |
| S.T.A.L.K.E.R. Online  | осінь 2011      | Браузер              | внутрішній рушій на Adobe Flash |
| S.T.A.L.K.E.R. World   | березень 2012   | Microsoft Windows    | X-Ray 1.6                       |

## Угрупування
Всього у S.T.A.L.K.E.R.: Тінь Чорнобиля, S.T.A.L.K.E.R Чисте Небо, S.T.A.L.K.E.R.: Поклик Прип'яті та S.T.A.L.K.E.R. 2: Серце Чорнобиля присутні 14 угруповань:
- Сталкери — (також одинаки, вільні сталкери або нейтрали) — вільні волоцюги, які не належать до угрупувань. Займаються, в основному, пошуком і продажем артефактів, а також спорядження, боєприпасів і зброї. Рідше наймаються на яку-небудь неважку роботу, наприклад, охорону будь-якого об'єкта. Сталкери контролюють Кордон і НДІ «Агропром» (разом з «Долгом»), ведуть боротьбу з «Бандитами» за Звалище. Невеликі групи є на локаціях «Янтар» (охороняють вчених), «Військові склади» і «Рудий ліс». Являють собою фактично кілька незалежних один від одного угруповань зі своїми командирами. Батько Валер'ян керує сталкерами на Кордоні, Орест — на «Агропромі», загоном одинаків, що охороняють бункер вчених, керує сталкер на прізвисько «Лісний». Мають дві великі бази (на Кордоні за залізничним насипом) і в одному з будинків на «Агропромі» зі своїми торговцями і зброярами.
- Бандити — представники кримінального світу, що прийшли в Зону з різних причин: заробити на продажі артефактів, сховатись від закону, купити або продати зброю. Основне заняття — грабіж і здирства у вільних сталкерів. Бандити вважають, що оскільки вони контролюють «порядок» в Зоні, одинаки зобов'язані їм за це платити. Вони майже повністю контролюють Звалище. У них є своя база в старому депо з барменом, торговцем і зброярем, а також «концтабір» — звалище старих автомобілів, де сталкери, які потрапили в боргове рабство або полон, змушені шукати артефакти в аномаліях. У цій частині бандити являють собою чітко організоване угруповання на чолі з рецидивістом Йогою, куди навіть може вступити сам головний герой Шрам. Для цього треба не брати участь в антибандитських операціях сталкерів і пройти три квести, взяті у Йоги (вбивство стукача, вбивство сталкерів, які готують напад на бандитів, і «наведення порядку» на барахолці). Носять чорні шкіряні плащі та куртки. Неофіційний символ — череп і кістки. Озброєння, як правило, примітивне (що робить їх безпечними супротивниками) — обріз дробовика, пістолет Макарова, пістолет-кулемет «Гадюка», зрідка — перші модифікації автомата Калашникова. Ворогують зі сталкерами-одинаками і «Долгом», нейтральні до найманців і «Волі». З іншими угрупуваннями відносин не мають. На момент подій «Серця Чорнобиля» мають базу на Териконі, що знаходиться на території Смітника.
- «Долг» — воєнізований сталкерський клан, один з провідних та найвпливовіших сталкерських кланів. Багато сталкерів «Долгу» — колишні військові з спецназу або інших армійських частин, хоча є також і прості добровольці. У клані діє про-армійський Статут, за порушення якого загрожує сувора догана або вигнання з клану. Як правило, клан тримає нейтралітет з військовими, проте іноді може вступати з ними у конфлікт. Продають або здають вченим всі знайдені артефакти, рідше використовують самі. За чутками, фінансуються спецслужбами. Чутки підігріваються тим що спорядження «Долгу», наприклад, стандартний комбінезон угруповання, розроблений не місцевими умільцями, а виготовлений на замовлення угруповання київським НДІ. Основні противники угруповання — клан «Воля» і «Моноліт», а також найманці і бандити. Основна база у 2011 році знаходиться в районі колишнього інституту НДІ «Агропром», у невідомий час, позиції на «Агропромі» були полишені на користь частини колишнього заводу «Росток», де знаходиться головна база угруповання станом на 2012 рік. Емблема — Червона мішень на тлі чорного щита. Озброєння переважно радянського і російського виробництва. На озброєнні (частіше всього): АКС-74, АН-94 «Обокан», пістолети Макарова, Форт-12, СГК ОЦ-14 «Гроза», СВД. Командувач — Генерал Крилов. Ставлять собі за основну мету взяти Зону під контроль, а після — знищити її. Також вони вимагають обмеження вільного доступу до інформації про Зону. До звичайних сталкерів ставляться нейтрально, але негативно до тих, хто занадто тісно взаємодіє з Зоною. Давній противник — «Воля», що проповідує різко протилежні погляди — на їхню думку, треба вміти співіснувати з Зоною та висвітлити доступ до неї. На момент дії «Серця Чорнобиля» угрупування переживає свої гірші часи. Вони мають базу на Цементному заводі, який їм відійшов після підписання угоди Д4, яку просувало угрупування «Варта»
- «Воля» — угрупування сталкерів-анархістів, які вважають, що Зона повинна бути вільною у вивченні і оспорюють це право у держави. Не хочуть прямого знищення Зони, навпаки — зберегти і використовувати як «двигун» прогресу всього людства в цілому. Головний ворог — «Долг». У 2011 році база знаходилася в Темній долині, а лідер і один із засновників угрупування — Чехов. Пізніше, база перенесена на Армійські склади, а лідером угрупування став Лукаш. Носять камуфляжні зелено-руді комбінезони і сіро-жовті екзоскелети; озброєні зброєю НАТО або АК-74. Емблема Волі — зелений вовк. На час подій «Серця Чорнобиля» угрупування переживає свій найбільший розквіт. За угодою Д4 вони отримали завод «Росток» та відкрили нову цифрову валюту — купони.
- «Моноліт» — агресивне угруповання, що перешкоджає просуванню сталкерів до центру Зони. Її члени вірять, що в центрі Зони спочиває еволюційний кристал неземного походження — Моноліт. Створене як секта, угруповання виступало за недоторканність всього, що пов'язано з Зоною. Після супервикиду 2011 було зомбоване С-свідомістю для усунення загроз проникнення. Основні сили концентрувалися в Прип'яті. Після відключення Випалювача мізків почався процес деградації. Відрізняються сіро-білими комбінезонами і блідо-сірими екзоскелетами. Сектанти добре озброєні і екіпіровані, їм належить «доведення» знаменитої Гаус-гармати. Емблема «Моноліту» — людський силует з електронами навколо. Угрупування фактично розпалося після вимкнення Виконавця бажань, але згодом повторно відродилося.
- Військові (Збройні сили України) — Контингент військ, що знаходиться в Зоні і охороняє її. Іноді проводять експедиції углиб Зони. До сталкерів, як правило відносяться агресивно, тому що формально всі неофіційні особи в Зоні є «місцевою фауною» і підлягають знищенню. На озброєнні мають гелікоптери, танки та БТРи, але, як правило, використовують їх лише для спецзавдань. Солдати, які пройшли службу в Зоні спеціальну підготовку, або сталкери, які підписали контракт з армією забезпечуються великою кількістю допоміжної апаратури, добре озброєні і екіпіровані. В основному, солдати використовуються для вивчення причин і наслідків катастрофи, а також займаються картографуванням Зони. Можуть ходити як поодинці, так і групами до п'яти чоловік. Звичайних сталкерів до себе не підпускають — відразу ж відкривають вогонь. Проте буває і так, що військові охороняють вчених, оскільки ті не мають навичок повождення зі зброєю. На момент подій «Серця Чорнобиля» військові більше не контролюють Зону.
- Найманці — це представниками західних компаній і спецслужб у Зоні, так звані солдати фортуни які виконують приватні завдання. Найзагадковіше і найтаємніше угруповання в Зоні. Добре оснащені, одягнені в бузково-сірі комбінезони з протигазами або такого ж кольору екзоскелети. Попри це, внаслідок недосвідченості, часто гинуть в аномаліях. Як правило, агресивні до сталкерів. Емблема найманців — синій орел.
- Вчені (в Тіні Чорнобиля — Екологи) — окремі дослідницькі групи вчених, фінансуються Україною. Працюють і проживають в мобільних лабораторіях. Незважаючи на глибокі пізнання, на практиці в польових умовах майже безпорадні, тому змушені користуватися послугами сталкерів.
- Зомбовані — сталкери, які тривалий час зазнавали сильного впливу пси-випромінювання або істот-телепатів. Це ті хто зазнав тривалого впливу випромінювачів у секторі «Янтар» або у деяких інших місцях де активне пси-поле. Необережні сталкери швидко божеволіють, перетворюючись на бродячі напівтрупи. Їх багато ходить Зоною, деякі дістаються навіть периметра. Так чи інакше, допомогти їм вже неможливо: процес руйнування особистості є незворотним. Вони ще можуть скористатися своєю зброєю, із розумом у них зовсім погано. При зустрічі із таким можна почути, як вони нерозбірливо бурмочуть уривки якихось фраз, — які, втім, позбавлені сенсу. Згодом зомбовані сталкери остаточно втрачають усі колишні навички і перетворюються на зомбі. Зазвичай вони дуже агресивні й за значного скупчення починають становити серйозну загрозу.

В S.T.A.L.K.E.R.: Чисте небо, крім вже існуючих угруповань з'явилися 2 нові:
- «Чисте небо» — угрупування сталкерів-екологів. Відрізнялися від інших комбінезонами небесного кольору. Було практично повністю знищено в 2011 році, окремі виживші представники розсіялися по Зоні або були зомбовані. Ретельно ховалося від інших сталкерів на болотах. Основна робота угрупування — дослідження Зони. Символ Чистого Неба — чайка.
- «Ренегати» — складалося виключно з наймерзенніших особистостей Зони. Бандити, мародери, зрадники і рецидивісти — колишні члени інших угруповань, що змінили і зрадили свої погляди. Цей набрід не має організованої структури і лідера як такого. Збиваючись у невеликі групи, полюють за легкою здобиччю. Вбивають та грабують, як правило, молодих і недосвідчених сталкерів. Найчастіше зустрічаються уздовж периметра аномальної зони відчуження. Ренегати — це найбільш аморальні сталкери, які настільки завинили перед своїм угрупуванням, що їх вигнали і ні під яким приводом не приймають назад. У них немає ні етики, ні моралі, ні законів. Їх терпіти не можуть всі сталкери, навіть бандити, які теж не особливо педантичні в плані моралі, але навіть вони вважають, що Ренегати живуть «не за поняттями». Їх загнали в саму глибину Зони — на болота, але навіть і там не залишали спроб знищити, що врешті-решт закінчилося успішно. Ренегати перейняли озброєння і оснащення у бандитів.

В S.T.A.L.K.E.R. 2: Серце Чорнобиля додаються 4 нові угруповання:
- Міжнародна служба охорони периметру, або «МСОП» — угрупування, яке контролює периметр Зони замість військових. Зазвичай, перебувають на периметрі та у областях біля нього, і в глибину Зони рідко заходять.
- «Варта» — угрупування, яке фактично є поліцією Зони. Голова — полковник Коршунов, який колись працював на С-свідомість, але врятувався після Другої катастрофи. Угрупування підпорядковуються НДІЧАЗу — Національно-дослідницькому інституту Чорнобильської аномальної зони. Саме це угрупування ініціювало угоду Д4, яка поклала край Війні угруповань і тепер слідкує за порядком на всій території Зони.
- «Іскра» — угрупування, яке хоче вивчати Зону та захищати її чудеса. Спочатку була самостійною, але потім пристала до НТЦ Малахіт і стала її дослідницьким філіалом, але постійної бази, як такої, не має. Голова — найманець Шрам, головний герой «Чистого неба».
- «Полудень» — угрупування колишніх монолітівців, які проживають на Дикому острові. Головою угрупування є Бродяга, герой гри «Поклик Прип'яті», який зібрав колишніх монолітівців, щоб разом з ними йти своїм шляхом у Зоні.

## Оцінки та відгуки
| Гра                             | Середня оцінка Metacritic |
| ------------------------------- | ------------------------- |
| S.T.A.L.K.E.R.: Тінь Чорнобиля  | 82/100                    |
| S.T.A.L.K.E.R.: Чисте небо      | 75/100                    |
| S.T.A.L.K.E.R.: Поклик Прип'яті | 80/100                    |

Ігри серії S.T.A.L.K.E.R. отримали позитивні відгуки від популярних ігрових сайтів і були тепло прийняті критиками. На сайті-агрегаті Metacritic, що показує середній рейтинг гри у процентному відношенні до 100, розрахункові оцінки ігор знаходяться в районі 75—82 балів.
Через тривалий процес розробки розробникам не вдалось виконати всі обіцянки, а в грі було багато багів. Значна частина спільноти фанатів серії знаходиться в Східній Європі.
Станом на серпень 2010 року всі ігри франшизи S.T.A.L.K.E.R. було продано тиражем більш ніж 4 мільйона екземплярів. За даними на серпень 2021 року, продажі серії S.T.A.L.K.E.R. подолали позначку в 15 мільйонів копій.

## Схожі ігри
У 2010 року вийшла перша гра серії Metro — українських шутерів від першої особи, заснованих на літературній серії «Метро 2033». Була створена колишніми розробниками «S.T.A.L.K.E.R.: Тінь Чорнобиля», що залишили проект після закінчення контракту, створивши власну студію 4A Games у 2006 році.
У 2012 році частина команди розробників закинутої гри S.T.A.L.K.E.R. 2 (2012) відкрила нову студію Vostok Games. У 2015 році вони випустили безкоштовний масовий багатокористувацький шутер від першої особи Survarium, у стилі франшизи S.T.A.L.K.E.R., використовуючи ідеї скасованого сиквелу. Їх новий проект — королівська битва Fear the Wolves, відбувається у Чорнобилі.
У 2014 році компанія West-Games, що стверджувала, наче складається з розробників S.T.A.L.K.E.R. (згідно із заявами співробітників GSC Game World та Vostok Games, ці дані не є правдивими), запустила кампанію на Kickstarter зі збору коштів для «духовного нащадку» S.T.A.L.K.E.R. під назвою Areal, а пізніше «STALKER: Apocalypse». Хоча їм вдалося досягти мети у 50 000 доларів США, проте протягом усього часу висувалися численні підозри у тому, що проект є шахрайським. Врешті-решт, Kickstarter призупинив кампанію за два дні до кінцевого строку.
У 2019 році Олексій Ситянов, колишній ґеймдизайнер та сценарист «S.T.A.L.K.E.R.: Тінь Чорнобиля», Survarium та Sketch Tales, доєднався до The Farm 51 для роботи над проектом Chernobylite на Kickstarter. У грі є ґеймплей та теми, схожі зі S.T.A.L.K.E.R., а навколишнє середовище засноване на реальній Зоні відчуження Чорнобилю, від створеної за допомогою методів фотограмметрії. Головним антагоністом гри є Чорний Сталкер. Chernobylite випустила першу версію гри в ранній доступ 16 жовтня 2019 року в Steam.